# 9845 Okamuraosamu
9845 Okamuraosamu è un asteroide della fascia principale. Scoperto nel 1990, presenta un'orbita caratterizzata da un semiasse maggiore pari a 2,7951835 UA e da un'eccentricità di 0,1650905, inclinata di 8,21011° rispetto all'eclittica.